# Vanessa Meurant
Vanessa Meurant is een personage uit de Vlaamse ziekenhuisserie Spoed dat werd gespeeld door Anke Helsen. Ze was een vast personage van 2000 tot 2004.

## Personage
Vanessa werkt al jaren als baliebediende op de spoedafdeling en kan met iedereen goed opschieten. In het eerste seizoen is ze baliebediende van het andere team, maar duikt ze wel geregeld op als invaller. Nadien wordt ze de vaste baliebediende van het team van Luc Gijsbrecht.
Vanessa is een vrolijke vrijgezel, maar in seizoen 5 begint ze uiteindelijk een relatie met ambulancier Fred Stevens. Wanneer blijkt dat deze getrouwd is, loopt de relatie stuk. Uiteindelijk komen ze dan toch weer samen.
Wanneer haar beste maatje Cisse om het leven komt, is Vanessa erg aangeslagen. Ze kan het ook absoluut niet vinden met zijn vervanger Staf Costers. Ze ergert zich aan zijn humor en zijn geklaag. Uiteindelijk betert dit wel.

### Vertrek
Wanneer een gijzeling plaatsvindt op de spoedafdeling, loopt Vanessa twee schotwonden op. Ze wordt met succes geopereerd en lijkt al snel aan de beterhand. Wanneer er later een griepepidemie uitbreekt, beslist Vanessa al meteen weer aan het werk te gaan. Het wordt haar collega's echter snel duidelijk dat ze nog zeer zwak is. Uiteindelijk blijkt dat ze het griepvirus ook te pakken heeft. Ze gaat opnieuw achteruit, en uiteindelijk slaat het noodlot toe: ze sterft in Lucs armen. Ze wordt vanaf aflevering 153 opgevolgd door Bea Goossens.

## Familie
Fred Stevens (partner)